# Chilenische Badmintonmeisterschaft 2022
Die Chilenische Badmintonmeisterschaft 2022 fand vom 11. bis zum 17. Juli 2022 in Antofagasta statt.

## Medaillengewinner
| Disziplin    | Gold                                      | Silber                                                       | Bronze                                                             |
| ------------ | ----------------------------------------- | ------------------------------------------------------------ | ------------------------------------------------------------------ |
| Herreneinzel | Alonso Medel                              | Sanhueza Villalobos Fernando Joaquin                         | Cristian Mario Araya                                               |
| Herreneinzel | Alonso Medel                              | Sanhueza Villalobos Fernando Joaquin                         | Benjamin Bahamondez Barraza                                        |
| Dameneinzel  | Ashley Montre                             | Chou Ting Ting                                               | Constanza Elizabeth Naranjo Butt                                   |
| Dameneinzel  | Ashley Montre                             | Chou Ting Ting                                               | Martina Solange Medina Alvarez                                     |
| Herrendoppel | Benjamin Bahamondez Barraza Alonso Medel  | Javier Pinilla Cisterna Sanhueza Villalobos Fernando Joaquin | Cristian Mario Araya Bastian Andree Lizama Farfán                  |
| Herrendoppel | Benjamin Bahamondez Barraza Alonso Medel  | Javier Pinilla Cisterna Sanhueza Villalobos Fernando Joaquin | Ricardo Luis Alegria Meneses Daniel Rebolledo                      |
| Damendoppel  | Ashley Montre Valentina Vasquez Rebolledo | Constanza Elizabeth Naranjo Butt Belen Troncoso Mandiola     | Camila Astorga Carvajal Rosa Karin Quilodran Riquelme              |
| Damendoppel  | Ashley Montre Valentina Vasquez Rebolledo | Constanza Elizabeth Naranjo Butt Belen Troncoso Mandiola     | Chou Ting Ting Natalia Villegas                                    |
| Mixed        | Alonso Medel Ashley Montre                | Benjamin Bahamondez Barraza Camila Astorga Carvajal          | Sanhueza Villalobos Fernando Joaquin Rosa Karin Quilodran Riquelme |
| Mixed        | Alonso Medel Ashley Montre                | Benjamin Bahamondez Barraza Camila Astorga Carvajal          | Javier Pinilla Cisterna Valentina Vasquez Rebolledo                |